# 카멜 모르잔

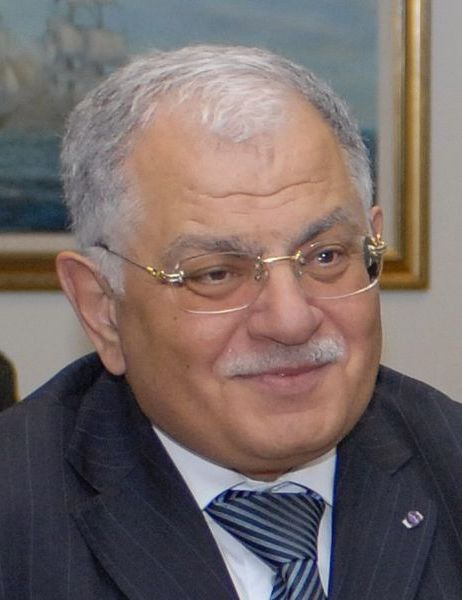
2008년 펜타곤

카멜 모르잔 (Kamel Morjane, 1948년 5월 9일 ~ )은 튀니지의 정치인이자 외교관이며, 2005년 8월 19일부터 국방장관으로 재임중이다.
모르잔은 변호사 공부를 하면서, 제네바에 있는 국제 연구 대학원, 위스콘신 대학교, 헤이그 국제법 아카데미를 졸업하였다.
그는 1977년부터 2005년까지 국제 연합 난민 고등 판무관 사무소에서 일하였으며, 그곳에서 2001년 8월에 고등 판무관 보좌관으로 지명되었었다.